# La societat industrial i el seu futur
La societat industrial i el seu futur (l'original en anglès és anomenat Industrial Society and Its Future), àmpliament conegut com a El manifest d'Unabomber, és un assaig de 35.000 paraules de Theodore John Kaczynski que afirma que la Revolució Industrial va iniciar un procés nociu d'avenç tecnològic que destruïa la natura, mentre obligava els humans a adaptar-se a les màquines i creava un ordre sociopolític que suprimeix la llibertat i el potencial humà. El manifest va formar la base ideològica de la campanya de paquets bomba de Kaczynski de 1978 a 1995, dissenyada per protegir les zones naturals salvatges accelerant el col·lapse de la societat industrial.
Va ser imprès originalment l'any 1995 en suplements de The Washington Post i The New York Times després que Kaczynski s'oferís a posar fi a la seva campanya d'enviament de bombes i optés a exposar-se a nivell nacional. La fiscal general Janet Reno va autoritzar la impressió per ajudar l'FBI a identificar l'autor. Les impressions i la publicitat al seu voltant van eclipsar els bombardeigs en notorietat i van portar a la identificació de Kaczynski pel seu germà, David Kaczynski.
El manifest argumenta en contra d'acceptar els avenços tecnològics individuals com a purament positius sense tenir en compte el seu efecte global, que inclou la caiguda de la vida a petita escala i l'augment de ciutats inhabitables. Tot i que originàriament es considerava una crítica reflexiva de la societat moderna, amb arrels en el treball d'autors acadèmics com Jacques Ellul, Desmond Morris i Martin Seligman, el judici de Kaczynski de 1996 va polaritzar l'opinió pública al voltant de l'assaig, i els advocats de Kaczynski designats pel tribunal van intentar justificar la seva defensa de bogeria en caracteritzar el manifest com l'obra d'un boig, i els advocats de la fiscalia van basar el seu cas en què era produït per una ment lúcida.
Si bé la violència de Kaczynski va ser generalment condemnada, el seu manifest va expressar idees que continuen sent compartides comunament entre el públic nord-americà. Un article de Rolling Stone del 2017 va afirmar que Kaczynski va ser un dels primers adoptants del concepte que:
"Renunciem a una part de nosaltres mateixos sempre que ens adaptem per adaptar-nos als estàndards de la societat. Això, i estem massa endollats. Estem deixant que la tecnologia es faci càrrec de les nostres vides, de bon grat."
La Col·lecció Labadie de la Universitat de Michigan acull una còpia d'Industrial Society and its Future, que s'ha traduït al francès, es manté a les llistes de lectura de les universitats i es va actualitzar a Anti-Tech Revolution: Why and How de Kaczynski l'any 2016, que defensa la seva filosofia política amb més profunditat.

## Antecedents i publicació

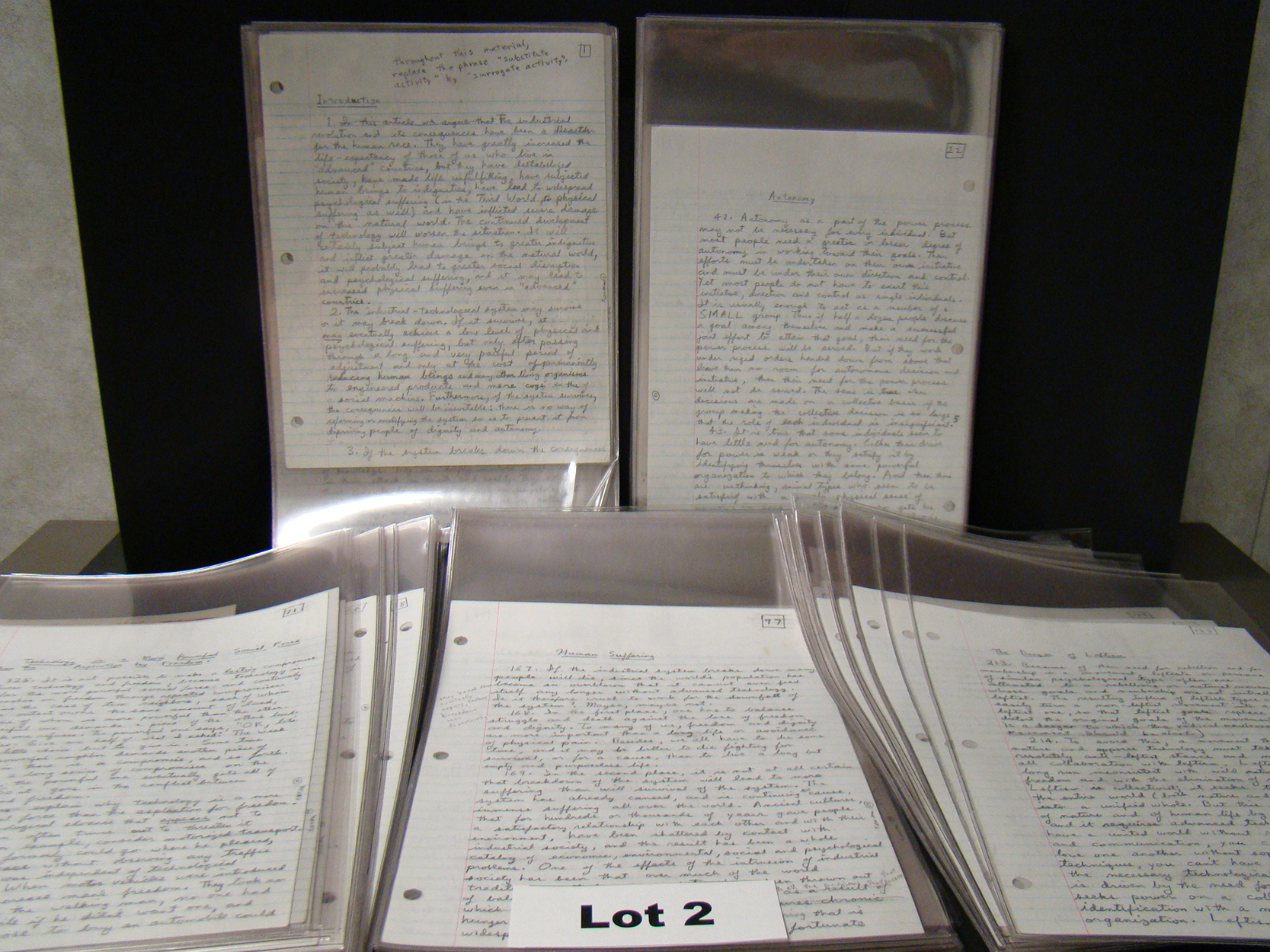
Esborrany manuscrit del manifest

Entre 1978 i 1995, Ted Kaczynski es va involucrar en una campanya de bombes per correu contra persones implicades en la tecnologia moderna. Els seus objectius eren universitats i companyies aèries, que l'FBI va escurçar com a UNABOM (per UNiversity and Airline BOMbing que traduït al català seria "bombes per universitats i companyies aèries"). El juny de 1995, Kaczynski es va oferir a posar fi a la seva campanya si una de les diverses publicacions (Washington Post, New York Times o Penthouse) publicava la seva crítica a la tecnologia, titulada Industrial Society and Its Future, que va passar a ser àmpliament coneguda com el "Unabomber Manifesto". ".
Kaczynski va creure que la seva violència o acció directa quan les paraules eren insuficients duria d'altres persones a parar atenció a la seva crítica. Ell volia que les seves idees es prenguessin seriosament. Els mitjans de comunicació van debatre l'ètica de publicar el manifest sota coacció.[6] I la General d'Advocat dels Estats Units Janet Reno defensà que l'assaig s'havia de compartir per tal que algun lector pogués reconèixer el seu autor.
Durant aquell estiu, l'FBI va treballar amb estudiosos de la literatura per comparar l'obra d'Unabomber amb les obres de Joseph Conrad, inclòs L'agent secret, basant-se en els seus temes compartits.
El Washington Post va publicar el manifest íntegrament dins d'un suplement el 19 de setembre de 1995, dividint el cost amb The New York Times. Segons un comunicat, el Post tenia la "capacitat mecànica de distribuir una secció separada en totes les còpies del seu diari". Un editor de llibres d'escacs de Berkeley va començar a publicar còpies en rústica el mes següent sense el consentiment de Kaczynski.
Kaczynski havia redactat un assaig de les idees que esdevindrien el manifest el 1971: que el progrés tecnològic extingia la llibertat individual i que fer proselitisme de la filosofia llibertària seria insuficient sense una acció directa. El manifest original, escrit a mà, es va vendre per 20.053 dòlars en una subhasta del 2011 dels actius de Kaczynski, juntament amb edicions mecanografiades i les seves màquines d'⁣escriure, per obtenir la restitució de les seves víctimes.

## Continguts

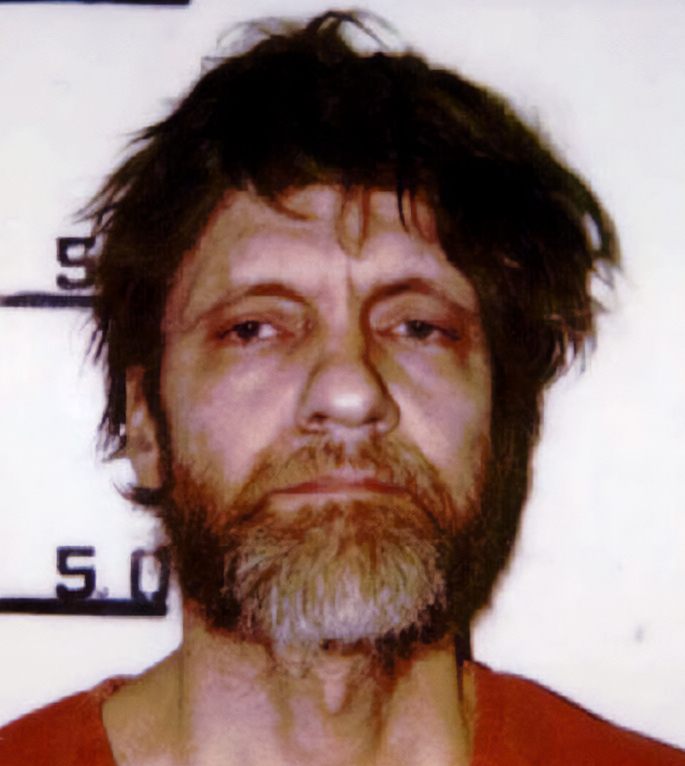
Ted Kaczynski després de la seva detenció el 1996

Amb 35.000 paraules, Industrial Society and Its Future culpa molt detalladament a la tecnologia de destruir comunitats a escala humana. Kaczynski sosté que la Revolució Industrial va perjudicar la raça humana en convertir-se en un ordre sociopolític que sotmet les necessitats humanes per sota de les seves pròpies. Aquest sistema, segons va escriure, destrueix la natura i suprimeix la llibertat individual. En resum, els humans s'adapten a les màquines i no a la inversa, donant lloc a una societat hostil al potencial humà.
Kaczynski acusa el progrés tecnològic de la destrucció de petites comunitats humanes i l'augment de ciutats inhabitables controlades per un estat inexplicable. Sosté que aquest progrés tecnològic implacable no es dissiparà per si sol perquè els avenços tecnològics individuals es consideren bons malgrat els efectes sumaris d'aquest progrés. Kaczynski descriu la societat moderna com la defensa d'aquest ordre contra la dissidència, en què els individus s'ajusten per adaptar-se al sistema i els que estan fora d'ell són considerats dolents. Aquesta tendència, diu, dona lloc a poders policials expansius, mitjans de comunicació de masses adormits i promoció indiscriminada de drogues. Critica tant els grans governs com les grans empreses del resultat ineluctable de la industrialització, i fa que els científics i els "tecnòfils" siguin responsables de perseguir imprudentment el poder a través dels avenços tecnològics.
Argumenta que el col·lapse d'aquest sistema industrialitzat serà devastador i que accelerar el col·lapse mitigarà l'impacte de la devastació. Justifica les compensacions que comporta la pèrdua de la societat industrial com que valdria la pena. La revolució ideal de Kaczynski no pretén enderrocar el govern sinó la base econòmica i tecnològica de la societat moderna. Pretén destruir la societat existent i protegir l'estat natural salvatge, l'antítesi de la tecnologia.

### Crítica
L'estudiós George Michael de la premsa de la Universitat de Vanderbilt va acusar Kaczynski de "recollir tòpics filosòfics i ambientals per reforçar les preocupacions americanes comunes".

### Influències
La societat industrial i el seu futur es va fer ressò de crítics contemporanis de la tecnologia i la industrialització com John Zerzan, Jacques Ellul, Rachel Carson, Lewis Mumford i EF Schumacher. La seva idea de la "interrupció del procés de poder" es va fer ressò de la mateixa manera que els crítics socials emfatitzaven la manca de treball significatiu com a causa principal dels problemes socials, com Mumford, Paul Goodman i Eric Hoffer. Aldous Huxley va abordar el seu tema general a Brave New World, al qual es refereix Kaczynski en el seu text. Les idees de Kaczynski sobre "sobresocialització" i "activitats substitutives" recorden la Civilització i els seus descontentaments de Sigmund Freud i les seves teories de racionalització i sublimació (un terme que Kaczynski utilitza tres vegades per descriure "activitats substitutives").
Tanmateix, un estudi de 2021 de Sean Fleming mostra que moltes d'aquestes similituds són coincidents. Kaczynski no havia llegit Lewis Mumford, Paul Goodman o John Zerzan fins després de presentar Industrial Society and Its Future al New York Times i al Washington Post. No hi ha proves tampoc que hagués llegit Freud, Carson o Schumacher. En canvi, argumenta Fleming, la societat industrial i el seu futur "és una síntesi d'idees de […] El filòsof francès Jacques Ellul, el zoòleg britànic Desmond Morris i el psicòleg nord-americà Martin Seligman". La comprensió de la tecnologia de Kaczynski, la seva idea de la inadaptació i la seva crítica a l'esquerra es deriven en gran part del llibre d'Ellul de 1954, The Technological Society. El concepte d'"activitats substitutives" de Kaczynski prové del concepte d'"activitats substitutives de supervivència" de Desmond Morris, mentre que el seu concepte de "procés de poder" combina el concepte de "lluita d'estímul" de Morris amb el concepte d'⁣indefensió apresa de Seligman. L'estudi de Fleming es basa en material d'arxiu de la col·lecció Labadie de la Universitat de Michigan, inclòs un conjunt "secret" de notes a peu de pàgina que Kaczynski no va incloure a la versió del Washington Post de Industrial Society and Its Future.

## Conseqüències
Kaczynski havia pensat en la seva campanya de bombardeig per correu electrònic per conscienciar sobre el missatge a Industrial Society and Its Future, que volia ser considerat seriosament. Amb la seva publicació inicial el 1995, el manifest va ser rebut com a intel·lectualment profund i sensat. Els escriptors van descriure el sentiment del manifest com a familiar.
Per a Kirkpatrick Sale, l'Unabomber era "un home racional" amb creences raonables sobre la tecnologia. Va recomanar la frase inicial del manifest per a l'avantguarda de la política nord-americana. Cynthia Ozick va comparar l'obra amb un Raskolnikov nord-americà (de Crim i càstig de Dostoievski), com un "criminal filosòfic d'una intel·ligència excepcional i un propòsit humanitari... impulsat a cometre un assassinat per un idealisme intransigent". En línia van aparèixer nombrosos llocs web relacionats amb el missatge del manifest.
Si bé l'esforç de Kaczynski per publicar el seu manifest, més que els mateixos atemptats, el va portar a les notícies nord-americanes, i el manifest es va difondre àmpliament a través de diaris, reimpressions de llibres i Internet, en última instància, les idees del manifest es van eclipsar per la reacció a la violència dels atemptats, i no va despertar la seriosa consideració pública que buscava.
Llegint el manifest, David Kaczynski va sospitar de l'autoria del seu germà i ho va notificar a l'FBI.

### Efecte del judici
Després de la detenció de Ted Kaczynski l'abril de 1996, va voler utilitzar el judici per difondre les seves opinions, però el jutge li va negar el permís per representar-se a si mateix. En canvi, els seus advocats designats pel tribunal van planejar una defensa de bogeria que desacreditaria el manifest La societat Industrial i el seu futur contra la seva voluntat. Els psiquiatres de la fiscalia van contestar el manifest com a prova de la lucidesa de l'Unabomber, i el seny de Kaczynski va ser jutjat als jutjats i als mitjans. Kaczynski va respondre acceptant un acord de presó perpètua sense llibertat condicional el maig de 1998.
El biògraf de Kaczynski va argumentar que el públic hauria de mirar més enllà d'aquest "debat de geni o boig", i veure el manifest com un reflex d'idees normals, comunes i poc excepcionals compartides pels nord-americans, compartint la seva desconfiança sobre la direcció de la civilització. Tot i que la majoria dels nord-americans avorrien la seva violència, els seguidors del seu missatge anti tecnològic han celebrat la seva crida a qüestionar la tecnologia i preservar la natura. Des de la seva presó de màxima seguretat de Colorado, segueix aclarint la seva filosofia amb altres escriptors per carta.

## Llegat
Part del manifest de Kaczynski va ser citat pel científic i autor Raymond Kurzweil al seu llibre The Age of Spiritual Machines, i després esmentat a l'article "Why the future doesn't need us" de l'informàtic Bill Joy. A la tardor de 1998, Joy recordà: "En Ray i jo vam ser ponents a la conferència de Telecosm de George Gilder, i em vaig trobar amb ell per casualitat al bar de l'hotel després d'haver acabat les dues sessions. Estava assegut amb John Searle, un filòsof de Berkeley que estudia la consciència. Mentre parlàvem, en Ray es va acostar i va començar una conversa, el tema de la qual em persegueix fins avui".
A partir de l'any 2000, Industrial Society and Its Future es va mantenir a les llistes de lectura de les universitats i els moviments anarquistes verds i eco-extremistes van tenir en gran consideració l'escriptura de Kaczynski, amb el manifest que va trobar un nínxol de públic entre els crítics de la tecnologia, com ara la ciència-ficció especulativa i comunitats anarcoprimitivistes. Des de llavors ha estat traduït al francès per Jean-Marie Apostolidès.
Des de l'any 2000, la col·lecció Labadie alberga una còpia del manifest juntament amb els altres escrits, cartes i papers d'Unabomber després que designés oficialment la Universitat de Michigan per rebre'ls. Des de llavors s'han convertit en un dels arxius més populars de les seves col·leccions especials.
El 2017, un article a Rolling Stone va declarar que Kaczynski va ser un dels primers adoptants de la idea que:
"Renunciem a una part de nosaltres mateixos sempre que ens adaptem per adaptar-nos als estàndards de la societat. Això, i estem massa endollats. Estem deixant que la tecnologia es faci càrrec de les nostres vides, de bon grat."
El 2018, la revista de Nova York va declarar que el manifest va generar posteriorment l'interès de neoconservadors, ecologistes i anarcoprimitivistes.
El desembre de 2020, es va trobar que un home que va ser detingut a l'aeroport internacional de Charleston acusat de "transmetre informació falsa sobre l'intent d'utilitzar un dispositiu destructiu", després d'amenaçar falsament que tenia una bomba, portava el manifest Unabomber.

### Reimpressions i treballs posteriors
Feral House va reeditar el manifest al primer llibre de Kaczynski, Technological Slavery de 2010, juntament amb correspondència i una entrevista. Kaczynski no estava satisfet amb el llibre i la seva falta de control en la seva publicació. El 2016 Anti-Tech Revolution: Why and How de Kaczynski actualitzaria el seu manifest de 1995 amb referències més rellevants i defensant la seva filosofia política amb més profunditat.